# Steven Williams
Steven Williams, né le 7 janvier 1949 à Memphis, dans le Tennessee, est un acteur américain.

## Biographie

### Carrière
Steven Williams se fait d'abord connaître de 1987 à 1991 pour son rôle du Capitaine Adam Fuller dans la série à succès 21 Jump Street, bien qu'en 1985 il jouât déjà dans une autre série américaine diffusée sur CBS, The Equalizer, interprétant le lieutenant Burnett. Toujours à la télévision, Steven Williams a tenu le rôle récurrent de Monsieur X dans la série à succès X-Files.
Il a également joué dans les séries américaines suivantes : Shérif, fais-moi peur, Los Angeles Heat, Booker, Veronica Mars, L'Agence tous risques, Monk et Stargate SG-1.
Au cinéma, il a interprété le rôle d'un policier dans la comédie The Blues Brothers (1980) et le rôle de Creighton Duke dans le film d'horreur Vendredi 13 : Jason va en enfer (1993).

### Vie privée
Steven Williams est marié à Ceri. Il est père de deux filles. Le 18 mars 2002, il devenait grand-père de triplés : Amira Niara, Aneesa Nadira et Keneth Randath Sawh. Il est également l'oncle du dessinateur Aaron Williams.

## Filmographie sélective

### Cinéma
- 1980 : The Blues Brothers de John Landis : Officier Mount
- 1983 : La Quatrième Dimension : Homme dans le bar
- 1985 : Portés disparus 2 de Lance Hool : Capitaine David Nester
- 1986 : House de Steve Miner : Policier
- 1993 : Vendredi 13 : Jason va en enfer d'Adam Marcus : Creighton Duke
- 1994 : Corrina, Corrina de Jessie Nelson : Anthony T. Williams
- 2001 : Piège de feu (Firetrap) : Chef des pompiers Sheeham
- 2005 : Graves End de James Marlow : Paul Rickman
- 2010 : Gamers : le capitaine William Stevens
- 2013 : The Call de Brad Anderson : Terrance
- 2013 : Jack le chasseur de géants de Bryan Singer : le Maître des Secrets
- 2017 : Ça : Leroy Hanlon
- 2020 : Birds of Prey de Cathy Yan : le capitaine Patrick Erickson

### Télévision
- 1982 : Shérif, fais-moi peur (The Dukes of Hazzard) (série TV) (saison 4, épisode 27 "Dukes en danger") : Leeman
- 1983 : Shérif, fais-moi peur (The Dukes of Hazzard) (série TV) (saison 6, épisode 11 "Coup dur") : Percy
- 1984 : L'Agence tous risques (série télévisée) : Eddie Devane (épisode 3.06)
- 1984 : Les Enquêtes de Remington Steele (Saison 3 épisode 7)
- 1985 : Equalizer (série télévisée) : Lieutenant Jefferson Burnett
- 1986 : MacGyver (série télévisée) : Charlie Robinson (épisode 1.14)
- 1987 : 21 Jump Street (série télévisée) : Capitaine Adam Fuller
- 1991 : Les 100 Vies de Black Jack Savage (série télévisée) : Black Jack Savage
- 1994 - 1996 : X-Files : Aux frontières du réel (série télévisée) : Monsieur X (14 épisodes)
- 1997 : Area 51: The Alien Interview (DVD) : Hôte
- 1998 : Linc's (série télévisée) : Russell « Linc » Lincoln
- 1998 - 1999 : Legacy (série télévisée) : Isaac
- 1999 : Los Angeles Heat (série télévisée) : l'inspecteur August Brooks
- 2000 : Stargate SG-1 (série télévisée) : le général Maurice Vidrine (épisodes 4.12-17, 7.07)
- 2003 : Jake 2.0 (série télévisée) : le général Freewald (épisode 1.09)
- 2004 : Veronica Mars (série télévisée) : Tom Daniels (épisode 1.07)
- 2004 : Miss Marple (série télévisée) : Peter Carmody (épisode 1.01 : Un cadavre dans la bibliothèque)
- 2005 : Monk (série télévisée) : Sergent Parnell (épisode 3.13)
- 2007 : Esprits criminels (série télévisée) : Capitaine Wright (épisode 2.22)
- 2008 : Desperate Housewives (série télévisée) : Un peintre (épisode 5.06)
- 2008 - 2016 : Supernatural (série télévisée) : Rufus Turner (épisodes 3.15, 5.02, 6.04, 6.16, 7.10 et 11.16)
- 2013 : Au cœur de la tornade (téléfilm) : Terry
- 2014 : Bones (série télévisée) : Pasteur Desmond Simmons (épisode 10.11)
- 2015 : The Leftovers (série télévisée) : Virgil (saison 2)
- 2015 : IZombie (série télévisée) : Barbier (saison 2)
- 2018 : Yellowstone (série télévisée) : Cowboy (saison 2)
- 2020 : Stumptown (série télévisée) : Lionel Hoffman (saison 1 épisodes 13, 14, 18)

## Distinctions

### Récompenses
- 2005 : ShockerFest, Best Actor - Graves End (2005)
- 2005 : Normal Indy Horror Film Festival

### Nominations
- 2000 : Image Awards, Outstanding Actor in a Comedy Series "Linc's" (1998)
- 1997 : Screen Actors Guild Awards, X-Files

## Voix francophones
En France, Jean-Louis Faure fut, jusqu'à son décès en 2022, la voix régulière de Steven Williams. Denis Boileau et Thierry Desroses l'ont également doublé respectivement à trois et deux reprises,.
Au Québec, Jean Galtier l'a doublé dans Jason va en enfer.